# Valckenburgschule Ulm
Die Valckenburgschule ist ein berufliches Bildungszentrum in Ulm. Sie bietet unterschiedliche Schularten an, wie beispielsweise vier Berufliche Gymnasien mit den Profilfächern Ernährungslehre mit Chemie, Biotechnologie, Gesundheit und Psychologie und Pädagogik. Auch verschiedene Berufskollegs werden an der Schule geführt.

## Schularten
Neben den Beruflichen Gymnasien gibt es ein Berufskolleg Fachrichtung Soziales (BKST) und ein Berufskolleg Fachhochschulreife (BKFH), welches nach bereits einem Jahr zur Fachhochschulreife führt.
Darüber hinaus gibt es noch die zweijährigen Berufsfachschulen mit den Fachrichtungen Gesundheit und Pflege, Ernährung und Hauswirtschaft sowie Labortechnik. Diese Schulart führt zur Fachschulreife, die dem Realschulabschluss entspricht.
Die Schule vermittelt aber auch berufliche Abschlüsse, die von Altenpfleger und Landwirt bis hin zum Technischen Lehrer reichen. Hierfür muss das Berufskolleg Ernährung und Hauswirtschaft II absolviert werden, und nach zwei regulären Berufsjahren kann die Zulassung zum Vorbereitungsdienst für das Lehramt Technischer Lehrer erfolgen.

## Namensgebung
Die Valckenburgschule ist nach dem niederländischen Festungsarchitekten Johan van Valckenburgh, welcher große Teile der frühneuzeitlichen Festungsanlagen Ulms entwarf benannt.

## Geschichte
Als erster Vorläufer der Schule wird 1875 eine Mädchen- und Frauenarbeitsschule gegründet. 1968 wurde das Frauenberuflichen Gymnasiums und die zweijährigen Berufsfachschule gegründet.